# Jan-Carel Koster
Jan-Carel Koster (Barneveld, 5 oktober 1971) is een internationaal beeldhouwer van monumentale werken uit Nijkerkerveen.
Het werk van Jan-Carel Koster bestaat vooral uit grote meerdimensionale sculpturen in steen en hout. Hij maakt zowel realistisch als abstract werk in opdracht, maar ook vrij werk. Veel van zijn beelden hebben organische, draaiende en vloeiende belijningen. Nadat een sculptuur zijn vorm heeft gekregen worden soms andere materialen als glas of metaal toegevoegd. Jan-Carel Koster werkt vooral met harde houtsoorten zoals eiken en tropisch hardhout. Zijn stenen werk bestaat onder meer uit marmer en halfedelsteen.
Jan-Carel Koster leerde het ambachtelijk beeldhouwen in hout bij zijn grootvader die schrijnwerker was. Na het behalen van het Havodiploma werd Koster in 1991 onderofficier bij de Koninklijke marechaussee. In 1992 werkte hij bij een ambachtelijk zeefdrukkerij. In 1993 volgde hij een studie Visuele Kunsten/kunstgeschiedenis aan de Open Universiteit. In 1994 verzorgde hij als zelfstandig beeldhouwer workshops in Nederland, België, Duitsland en Frankrijk. Vanaf 1996 werkte hij als bedrijfsleider bij een bedrijf voor autoreclame. Na vijf jaar volgde een benoeming als hoofd planning bij een grafisch bedrijf. Nadat hij in 2000 verhuisde naar Nijkerk, woont en werkt hij sinds 2009 in Nijkerkerveen.
In 2008 werd Koster professioneel kunstenaar. Naast het ambachtelijke werk was hij organisator van de internationale expositie IFAA. Ook was hij oprichter van het Kunst Collectief Barneveld en organiseerde hij diverse Atelierroutes en werd hij bestuurslid van Kunst Collectief Barneveld.
Vanaf 2012 was hij gastdocent beeldhouwen in hout, steen en kunstgeschiedenis op het VMBO. Vanaf dat jaar In 2013 kreeg hij een werkplaats in het Spaanse Catral in Alicante.
Koster was ontwerper van de Nijkerkse Politicus-van-het-Jaar Award, de “WNF Award” en de “Ondernemersprijs 2012” van Midden-Nederland.
Sinds 2018 legt Koster zich toe op het maken van gepersonaliseerde interieurkunst.

## Collecties
- Velvenoir in Salzburg
- Timeless Gallery Group in Marbella, Miami, Mälmo en Warschau[5]

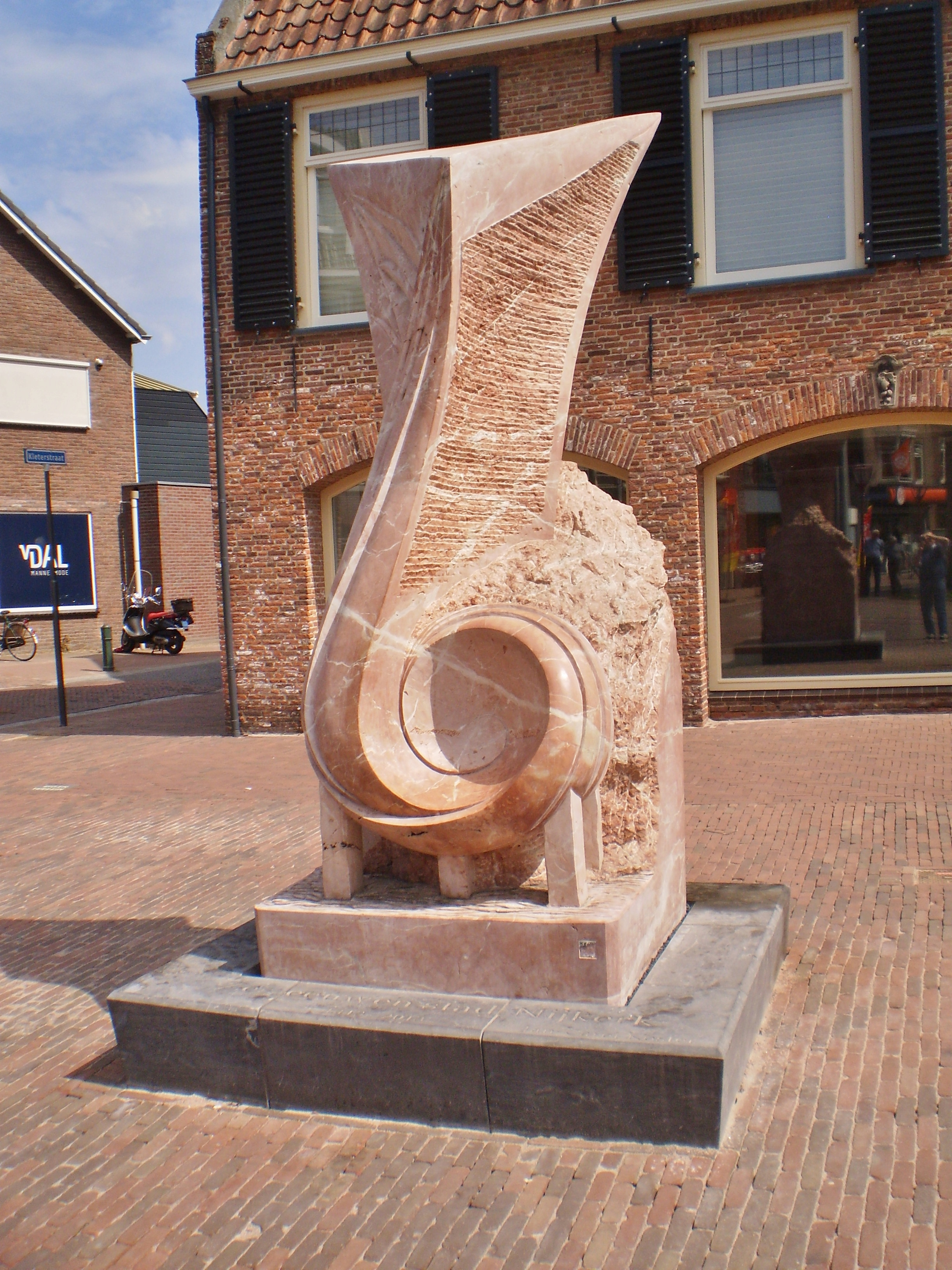
Zes eeuwen Stad Nijkerk

## Kunst in de open ruimte (selectie)
- Vrijheid vanuit liefde - vredesmonument Nijkerkerveen (2022)
- Zittende Jan van Schaffelaar (2017)
- Exhortare - oorlogsmonument Vriezenveen (2016)[6]

- Zes eeuwen stad Nijkerk (2014)

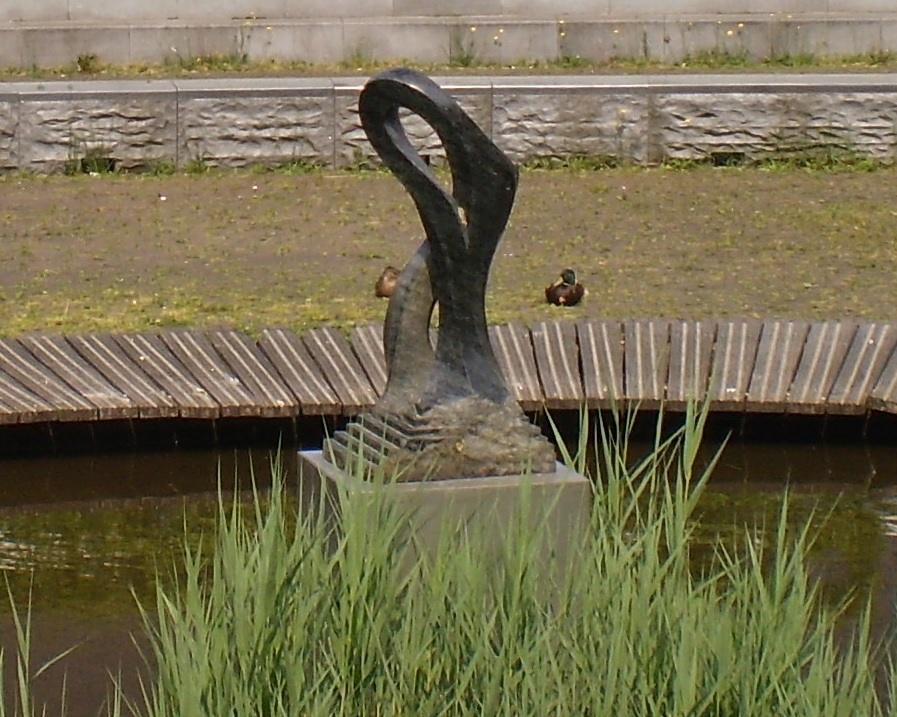
De Terrassen

- Sculptuur Park Groenewoud - Utrecht (2014)
- Sculpturen aan de Wenenweg, Londenlaan en Madridlaan - Vlaardingen (2013)
- De Dierenboom - Nijkerk (2013)
- Sculptuur - Zijpe (2012)
- De Terrassen, Nijkerk (2012)
- Spirit of Wood - Stoutenburg (2011)
- Landart Project Woodhenge - De Tijd - Putten (2011)
- Kunst in Duin Pad - Noordwijk (2010)
- Choosing the right way Tree art - jeugddorp "De Glind" (2008)
- Panter met jong – Media Park Hilversum (2007)